# Castell Olwen
Castell Olwen är ett slott i Storbritannien.   Det ligger i kommunen Ceredigion och riksdelen Wales, i den södra delen av landet, 280 km väster om huvudstaden London. Castell Olwen ligger 139 meter över havet.
Terrängen runt Castell Olwen är kuperad österut, men västerut är den platt. Runt Castell Olwen är det ganska tätbefolkat, med 72 invånare per kvadratkilometer. Närmaste större samhälle är Lampeter, 1,2 km söder om Castell Olwen. Trakten runt Castell Olwen består i huvudsak av gräsmarker.